# ويليام غرينير
ويليام غرينير (بالإنجليزية: William Greiner)‏ هو مصور أمريكي، ولد في 8 سبتمبر 1957 في نيو أورلينز في الولايات المتحدة.